# فيلق العمق

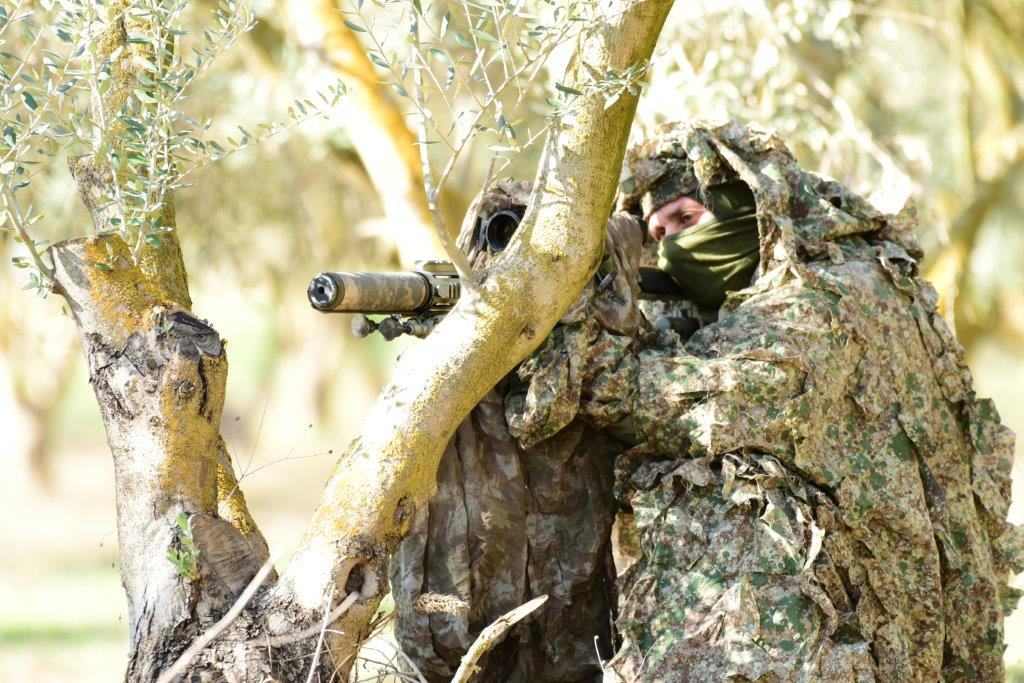

فيلق العمق Depth Corps ((بالعبرية: מפקדת העומק‏)، حرفياً مقرات العمق) التابع لالجيش الإسرائيلي، هي قيادة تشكلت في 2011 لتنسيق عمليات الجيش الإسرائيلي طويلة المدى والعمليات في عمق أراضي دولة فلسطين وقطاع غزة.
تشكلت القيادة في الثمانينيات لكنها ألغيت ثم تم التخطيط لانشائها مرة أخرى في عقد 2000. قرار تشكيلها في الشكل الحالي تم اتخاذه من قبل رئيس الأركان بني كانتز في 2011. القائد الحالي لفيلق العمق هو الميجور جنرال روني نوما، الذي يقدم تقريره مباشرة لرئيس الأركان. نائب رئيس الفيلق هو كال حيرتش، الذي لعب دوراً شهيراً في حرب لبنان الثانية.

## لمحة عامة
يقصد بفيلق العمق القيادة المركزية التي تتحكم بميدان المعركة المتعددة الجهات والأهداف، بمعنى أنها " معالج الحاسوب المتطور CPU "، لكنها متطورة، فهي متعددة النواة، ويقع على عاتقها متابعة العشرات من الأحداث واتخاذ القرارات التنسيقية للمعارك والقيام بعلميات ضد الدول المعادية. وهي ليست وحدة جديدة بل قديمة لكنها أعيد احيائها في ظل التطورات المحيطة بالكيان والتهديدات الإيرانية.
جاء قرار إحياءها التي كانت موجودة بين عامي 1982و 1986 يرتبط بجملة أمور، من بينها الاهتزازات التي يشهدها العالم العربي والكلام المتزايد عن احتمال توجيه ضربة عسكرية إلى إيران، والعبر التي جرى استخلاصها من حرب لبنان الثانية.
الفيلق خاضع بشكل مباشر لرئيس الأركان ووزير الجيش الإسرائيلي. ويبلغ عدد القيادة الجديدة نحو مئة ضابط وقائد، وهم مكلفون بمهمة أركانية وتخطيطية بالدرجة الأولى، فيما جري تجميع القوات التي ستُكلف بتنفيذ المهمات الموكلة إلى القيادة من وحدات مختلفة داخل الجيش، بحيث أنها لن تكون تحت إمرتها المباشرة على نحو دائم، بل ستكون قوات مهمة يصار إلى تشكيلها لغرض تنفيذ عملية محددة، ثم تعود بعد ذلك إلى الالتحاق بوحداتها الأصلية.

## المهام
يهدف الكيان الصهيوني من خلال إنشاء قيادة العمق إلى:
- إيجاد قيادة تتابع المجريات المستجدة والطارئة.
- تتحمل مسئولية القيام بعمليات عسكرية خاصة يتم تنفيذها بعيداً عن الحدود الإسرائيلية.
- توجيه ومتابعة الوحدات العاملة خارج النطاق الجغرافي للكيان.
- مراقبة ومتابعة والاستعداد لأي هجوم بصورايخ بالستية يتم اطلاقها على دولة الكيان.
- تنفيذ عمليات خاصة في الدول المعادية للكيان مثل إيران.